# Excursionsflora für Oesterreich
Excursionsflora für Oesterreich (abreviado Excursionsfl. Oesterreich) es un libro con ilustraciones y descripciones botánicas que fue escrito por el botánico y micólogo austríaco; Karl Fritsch y publicado en  1905 con varias ediciones en Viena y Leipzig con el nombre de Excursionsflora fur Oesterreich und die Ehemals Oesterreichischen Nachbargebiete... Dritte, umgearbeitete Auflage.